# اثر هاله شن

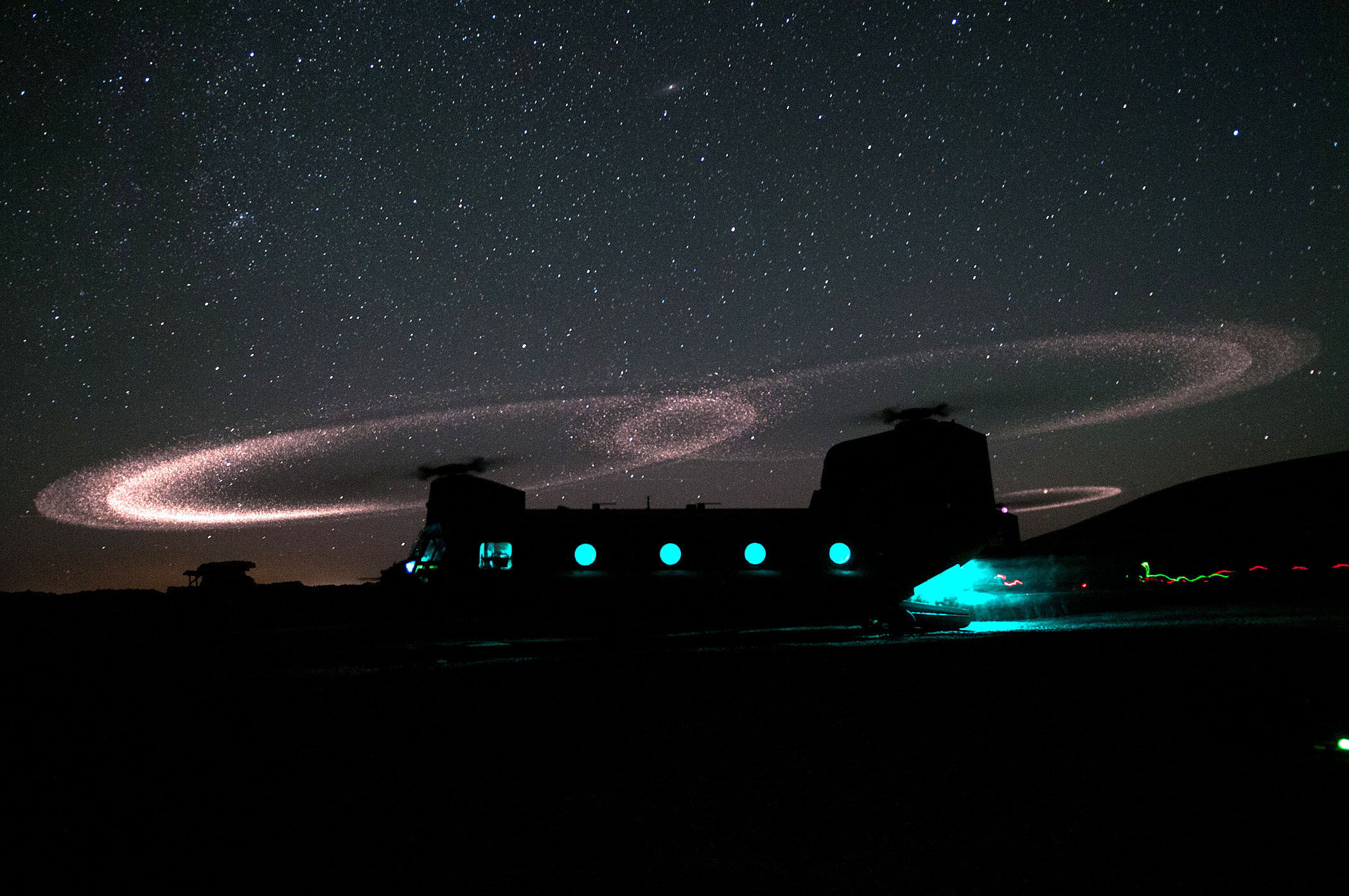
بوئینگ شینوک نیروی زمینی آمریکا در سال ۲۰۱۲ در جنگ افغانستان

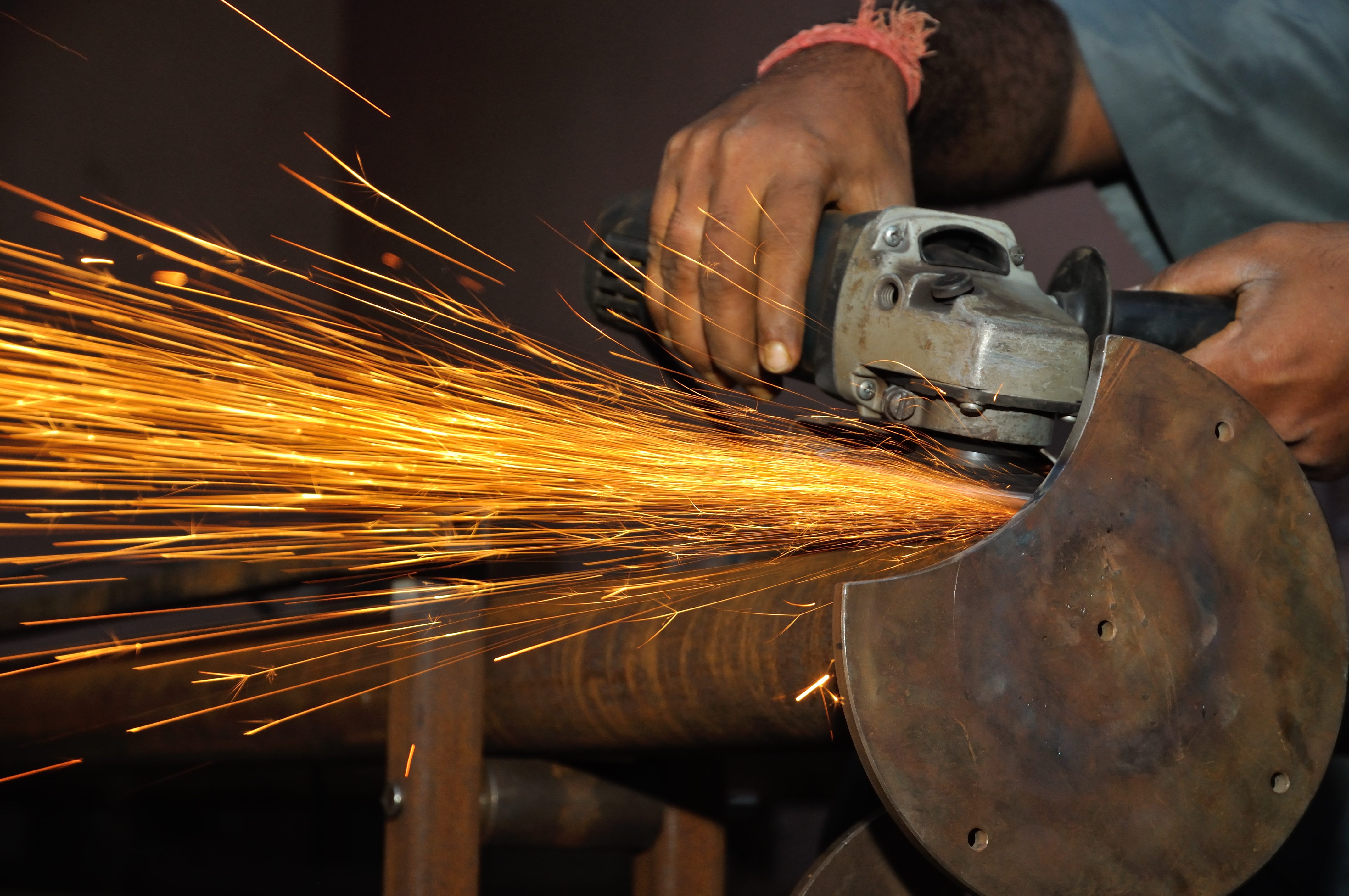
برخورد شن و تیغهٔ بالگرد همانند دستگاه سنگ‌زنی جرقه‌های ریز تولید می‌کند.

اثر هاله شن (به انگلیسی: halo effect) یک پدیده درخشان است که در برخی مواقع به‌وسیلهٔ هواگردهای بالگردان که در شب یا هوای تاریک در بیابان فرود می‌آیند ایجاد می‌شود. این پدیده برای نخستین بار در سال ۲۰۰۹ مشاهده شد و عکاس نظامی آمریکایی به نام «مایکل یان» آن را ثبت کرد. در آمریکا این پدیده را با نام دو کشتهٔ جنگ در افغانستان نام‌گذاری کردند. در حملهٔ آمریکا به افغانستان دو سرباز آمریکایی و بریتانیایی به نامهای جوزف اِچه‌لس و بنجامین کاپ کشته شدند و ارتش آمریکا به پاس خدمات آنها، این پدیده را از ترکیب نام خانوادگی آنها «کاپ-اچه‌لس» نامید.

## توضیح پدیده

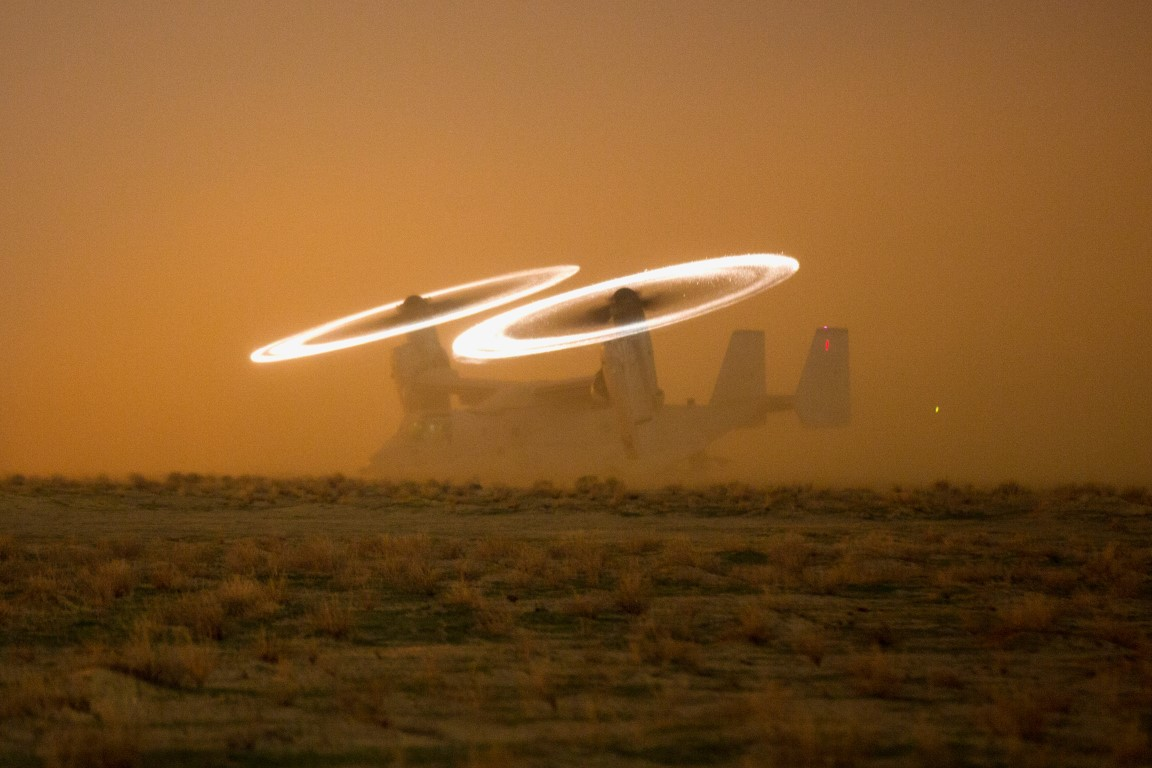
بل بوئینگ وی-۲۲ آسپری

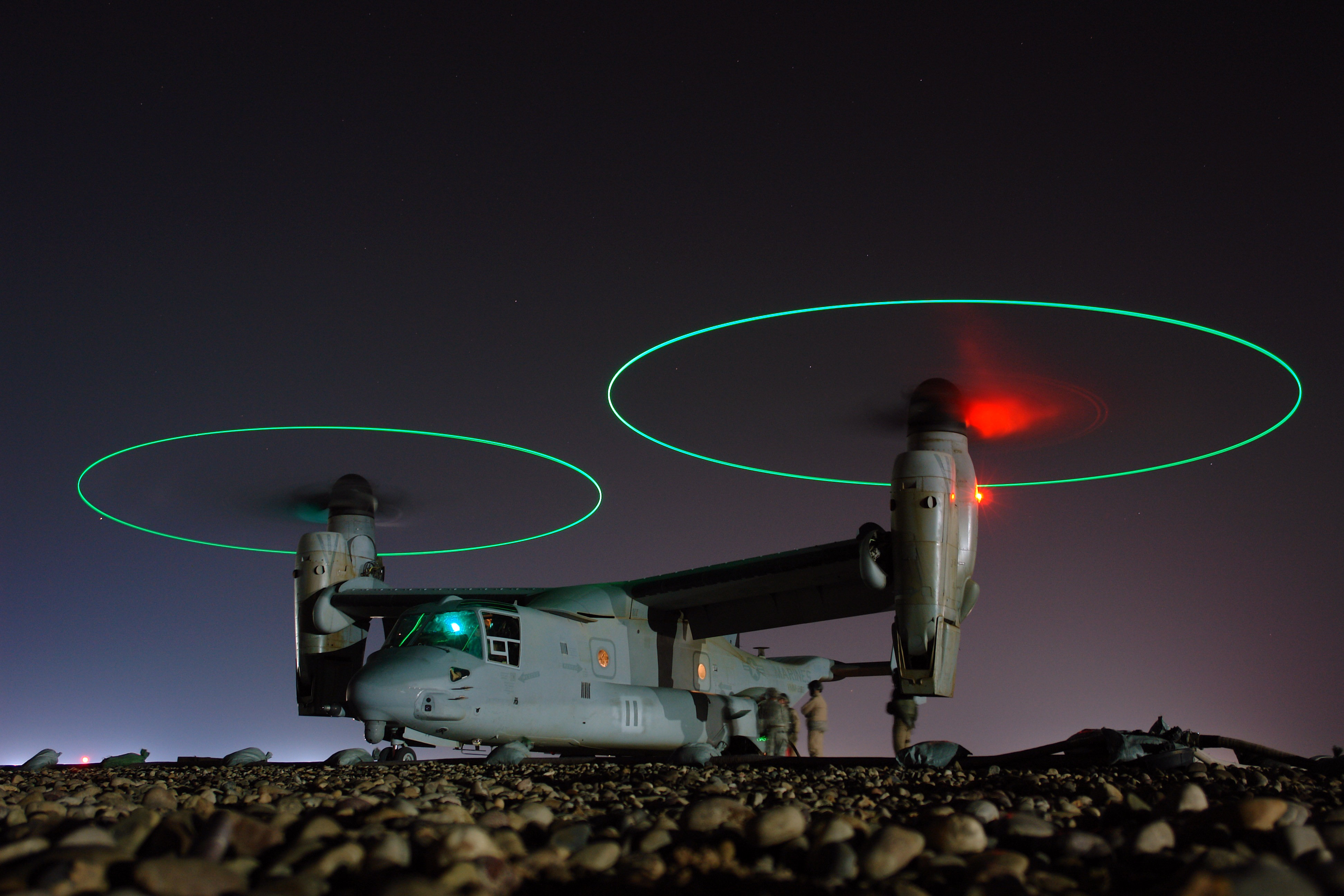
آسپری در عراق

پروانه اصلی بالگردها در سرتاسر لبهٔ حمله، با روکش مقاومی پوشانده شده‌اند. این روکش معمولاً از جنس تیتانیوم، آلیاژ نیکل یا فولاد زنگ‌نزن است؛ ولی این روکش نازک نیز به سختی شن نیستند و انباشته شدن حجم زیادی از شن در اطراف تیغه‌های پروانه بالگرد، باعث ساییدگی و فرسایش روکش محافظ می‌گردد. با نزدیک شدن بالگرد به زمین، شن‌ها از زمین بلند شده و در هوا پراکنده شده و دانه‌های شن به سریع‌ترین بخش از پروانه بالگرد که نوک آن است برخورد می‌کنند. در صورتی که برخوردها شدید باشند، برخورد روکش تیتانیومی و شن‌ها جرقه تولید می‌کند و دمای نوک تیغه نیز بالا می‌رود و هالهٔ درخشانی از نور در نوک تیغه‌ها ایجاد می‌گردد. این اثر همانند شرایط ایجاد شده در دستگاه سنگ‌زنی است.
شن‌ها معمولاً زمانی از زمین برمی‌خیزند که بالگرد کاملاً نزدیک زمین شده باشد. در این هنگام، پایین‌رانش ناشی از فشار پروانه اصلی بالگرد به پایین، باعث می‌شود پروانه در معرض شن‌ها قرار بگیرد. این پایین‌رانش خطرناک است و ممکن است باعث ایجاد پدیدهٔ شن‌خیزش و گرفتاری‌های ناشی از آن گردد. اثر هالهٔ شن معمولاً با چشم مسلح به دوربین دید در شب به‌خوبی دیده می‌شود؛ گرچه در مکان‌های ۵۰۰ متر بالاتر از سطح دریا با چشم غیرمسلح نیز دیده شده‌است.

## پیامدها
- اثر هاله شن موجب فرسایش تیغه‌ها و افزایش هزینهٔ نگهداری و تعمیر می‌شود.[۱۰]
- در عملیات‌های پنهان، اثر هالهٔ شن باعث می‌شود موقعیت نیروها لو برود و دشمن از مکان نیروها مطلع شود.[۱۱]
- نیروهای درون بالگرد، درصورت استفاده از دوربین دید در شب ممکن است دید کافی نداشته باشند و این هالهٔ نورانی در سامانه‌ها اختلال ایجاد نماید. همچنین به دلیل نورانی بودنش، اگر دوربین دید در شب برای مدت طولانی در معرض این نور شدید قرار بگیرد، هاله می‌تواند عمر دوربین‌های دید در شب را کاهش داده و آنها را بسوزاند.[۱۲]